# Vivion de Valera
Vivion Laurence de Valera (irisch Bhibhian Labhrás De Bhailera, * 13. Dezember 1910 in Dublin; † 18. Februar 1982 in Bray, County Wicklow) war ein irischer Politiker, Jurist und Unternehmer.

## Leben
Vivion de Valera wurde 1910 als erster Sohn des Politikers Éamon de Valera und seiner Frau Sinéad in Dublin geboren. Sein Vorname wurde seinem kubanischen Großvater entlehnt.
Nach der Schule studierte de Valera Chemie und Physik am University College Dublin mit einem Bachelor 1932 und einem Master of Science 1934 und erhielt die rechtswissenschaftliche Barrister-Ausbildung am King’s Inns. 
Bereits 1932 war er Gesellschafter (director) bei der konservativen Zeitung The Irish Press, die sein Vater gegründet hatte, und übernahm ab 1951 die Geschäftsführung bzw. Herausgeberschaft. 1937 wurde Vivion de Valera zur Rechtsanwaltschaft zugelassen.
1939 trat er in den Militärdienst ein und diente bis zum Rang eines Majors im Cavalry Corps (Panzer- und Panzergrenadiere). Als er aus der Armee entlassen wurde, begann er eine politische Karriere in der Fianna Fáil. Am 4. Dezember 1945 wurde er im Wahlkreis Dublin North-West in den Dáil Éireann gewählt. Als Teachta Dála (Abgeordneter) verblieb er bis Juni 1981 im Dáil Éireann. 1982 gab er die Geschäftsführung der Irish Press ab.
Vivon de Valera war mit Bride Hearne von 1942 bis 1951 und mit Vera Rock ab 1975 verheiratet. Mit Bride Hearne hatte er zwei Kinder. Er ist der Bruder des Archäologen Ruaidhrí de Valera und der Botanikerin Máirin de Valéra.
Sein Neffe ist der Politiker Éamon Ó Cuív und seine Nichte die Politikerin Síle de Valera.